# Burrata
La burrata és un formatge de llet de vaca propi de la regió italiana de la Pulla, i se n'atribueix la invenció a la ciutat d'Àndria. Té la forma d'un farcell amb una coberta semblant a la mozzarella i un farcit de formatge fresc, al qual fa referència el seu nom —tenint en compte que burro és mantega en italià.
A més del calci la burrata també forneix fòsfor i retinol (vitamina A). Tot i contenir proteïnes fàcilment assimilables i de valor biològic elevat, la burrata és molt energètica ja que 100 grams poden arribar a contenir fins a 450 calories, amb un 60% de lípids saturats.

## Reconeixement d'Indicació Geogràfica Protegida
A partir del novembre de 2016, la burrata d'Àndria gaudeix del reconeixement d'Indicació Geogràfica Protegida (IGP) atorgat per la Unió Europea. La producció, tanmateix, es permet a tot el territori regional. La llet de vaca utilitzada per a la seva elaboració ha de satisfer unes determinades característiques organolèptiques i alhora les fases de producció són rígidament regulades.